# Hapuku-wrakbaars
De Hapuku-wrakbaars (Polyprion oxygeneios) is een straalvinnige vis uit de familie van Polyprionidae en behoort derhalve tot de orde van baarsachtigen (Perciformes). De vis kan een lengte bereiken van 150 cm. De hoogst geregistreerde leeftijd is 60 jaar. 

## Leefomgeving
Polyprion oxygeneios is een zoutwatervis. De vis prefereert een gematigd klimaat en leeft hoofdzakelijk in de Atlantische Oceaan. De diepteverspreiding is 50 tot 854 m onder het wateroppervlak. 

## Relatie tot de mens
Polyprion oxygeneios is voor de visserij van aanzienlijk commercieel belang. In de hengelsport wordt er weinig op de vis gejaagd. 
Voor de mens is Polyprion oxygeneios ongevaarlijk.